# يان تسيمرمان
يان تسيمرمان (بالألمانية: Jan Zimmermann)‏ (مواليد 19 أبريل 1985 في أوفينباخ أم ماين - ألمانيا الغربية) لاعب كرة قدم ألماني يلعب حاليا لصالح نادي الدرجة الأولى آينتراخت فرانكفورت الألماني منذ 1994 في مركز حارس مرمى .

## روابط خارجية
- يان زيمرمان على موقع قاعدة بيانات كرة القدم.إي يو (الإنجليزية)
- يان زيمرمان على موقع بيانات كرة القدم. دي إي (الألمانية)
- يان زيمرمان على موقع Soccerway.com (الإنجليزية)
- يان زيمرمان على موقع عالم كرة القدم.نت (الإنجليزية)
- يان زيمرمان على موقع كووورة